# Вишневецкий, Михаил Васильевич
Михаил Васильевич Збаражский-Вишневецкий (ум. ок. 1517) — политический и военный деятель Великого княжества Литовского, первый князь Вишневецкий, наместник брацлавский (1500—1507). Родоначальник княжеского рода Вишневецких.

## Биография
Происходил из знатного и богатого княжеского рода Збаражских. Старший сын князя Василия Васильевича Збаражского (ум. 1474). После смерти своего отца Михаил Васильевич унаследовал часть отцовских владений. Избрал своей резиденцией замок Вишневец, став родоначальником княжеского рода Вишневецких.
В 1490 году князь Михаил Васильевич Вишневецкий впервые упоминается в исторических документах во время судебного процесса в городе Кременец. Стремился расширить свои княжеские владения и вел борьбу против набегов крымских татар. В 1500 году Михаил Вишневецкий был назначен наместником брацлавским и за время своего наместничества (1500—1507 годы) немало сделал для защиты южных границ Великого княжества Литовского. В апреле 1512 года князь Михаил Васильевич Вишневецкий вместе с сыновьями Иваном и Александром участвовал в разгроме польско-литовскими войсками крымскотатарской орды в битве под Вишневцем. В 1514 году Михаил Вишневецкий получил в наследственное владение город Брагин на Киевщине.
В 1517 году князь Михаил Васильевич Вишневецкий скончался, его владения разделили между собой четыре сына: Иван, Фёдор Старший, Александр и Фёдор Младший.

## Семья
Михаил Васильевич Вишневецкий был дважды женат. Его первой женой была княжна из рода Полубенских. Дети: Иван и Фёдор Старший.
Имя второй жены князя не известно. Дети: Александр и Фёдор Младший.